# Superior Automobile Company
Superior Automobile Company war ein US-amerikanischer Hersteller von Automobilen. Eine andere Quelle gibt die Firmierung Superion Motor Carriage Company an, wobei Superion offensichtlich ein Tippfehler ist. Eine weitere Quelle bestätigt die Gründung einer Superior Motor Carriage Company.

## Unternehmensgeschichte
I. H. Lewis war im Bereich Fahrräder aktiv. Ob er Hersteller, Händler, Werkstattleiter oder Radrennfahrer war, bleibt unklar. Er gründete 1902 das Unternehmen zur Automobilproduktion. Der Sitz war an der Clara Street in Cleveland in Ohio. Er stellte im gleichen Jahr einige Automobile her. Der Markenname lautete Superior.
Es gab keine Verbindungen zu Briggs & Stratton und zur Crescent Motor Car Company, die ein paar Jahre später den gleichen Markennamen verwendeten.

## Fahrzeuge
Die Fahrzeuge hatten einen Einzylindermotor. Sie waren als Runabout karosseriert.